# Henri Louis Augustin de Boissieu
Pour les articles homonymes, voir Boissieu.
Henri (Louis Augustin) de Boissieu du Bois-Noir, né le 18 juillet 1741 dans la Haute-Loire, mort le 16 juillet 1795 à Quiberon (Morbihan), est un général de brigade de la Révolution française. Il commande les Tuileries lors du coup d’État du 10 août 1792. 

## Officier de l’Armée du roi
Fils du lieutenant-colonel Joseph de Boissieu (de la famille des "Boissieu d'Auvergne"), Henri Louis Augustin de Boissieu entre à 12 ans à l’École militaire. Il sert comme officier dans les campagnes d’Allemagne de 1759 à 1761, puis en Corse en 1769. Il sert dans l’Inde de 1780 à 1784 comme major général sous Suffren et se signale particulièrement à la bataille de Gondelour. (Dictionnaire de biographies françaises, notice de E. Franceschini).
Il est promu maréchal de camp en 1788. En fonction à Grenoble, il y est blessé lors des émeutes qui précédèrent la Révolution (Dictionnaire de biographies françaises).

## Un fidèle de la monarchie
Après une quarantaine d’années dans les armées du roi, le général de Boissieu devient suspect sous la Révolution. Le vieux soldat ne peut supporter longtemps cette humiliante situation. Nous le voyons d’abord accourir aux Tuileries, et voler à la défense du roi, dans cette sanglante nuit du 10 août lorsque, trahis par des canonniers de la garde nationale, les Suisses et les gentilshommes fidèles sont impitoyablement massacrés par les sectionnaires et les marseillais. L’assassinat du marquis de Mandat, ordonné par le maire de Paris Pétion, fait passer le commandement des Tuileries à M. de Boissieu, le plus ancien de son grade. Toute résistance a été brisée, les défenseurs du roi, tués ou dispersés, le général se voit réduit à accompagner la famille royale, Madame Élisabeth à son bras, à l’asile sans sécurité que lui offre l’assemblée des représentants du peuple. (Maxime de Causans, Les deux généraux de Boissieu, Le Puy, 1890, page 301).
Le général de Boissieu émigre alors et rejoint la première armée des émigrés à Coblenz. Il participe au débarquement royaliste de Quiberon en 1795 qui tourne rapidement au désastre : quand les grenadiers républicains s’élancèrent hors de leurs retranchement pour achever l’œuvre de leurs boulets, la défense de l’armée royale devient une déroute. Cependant, le dernier bataillon du régiment d’Hervilly, commandé par M. de Boissieu, maréchal de camp, fait une très belle contenance et couvre la retraite. Le chef intrépide qui contribue ainsi au salut de l’armée, est grièvement blessé, et quand il a achevé son œuvre, il expire comme un ouvrier dont la tâche est accomplie. (Alfred Nettement, cité par Maxime de Causans).
Son nom (Cte de Boissieux) est l’un des 952 inscrits sur le monument de la chapelle sépulcrale d’Auray.

## Sources
- Maxime de Causans, « Les deux généraux de Boissieu, origines de la famille de Boissieu : Henri Louis Augustin de Boissieu du Bois-Noir et Joseph de Boisseu de Servières », Annales de la Société d'agriculture, sciences, arts et commerce du Puy,‎ 1878 (lire en ligne)
- Maxime de Causans, Les deux généraux de Boissieu, Le Puy, 1890.
- E. Franceschini, notice dans le Dictionnaire de biographies françaises.